# 5 (album av J.J. Cale)
5 är ett musikalbum av J. J. Cale och släpptes i augusti 1979. Det är hans femte studioalbum som bekräftas av titeln. De flesta av låtarna spelades i Nashville, Tennessee. När albumet släpptes på CD, för okänd anledning, ersattes "Katy Kool Lady" av en ny låt, men det var fortfarande listad med tidigare titeln.

## Låtlista
Alla låtar skrivna av J. J. Cale inget annat anges.
1. "Thirteen Days" – 2:48
2. "Boilin' Pot" – 2:50
3. "I'll Make Love to You Anytime" – 3:12
4. "Don't Cry Sister" – 2:12
5. "Too Much for Me" – 3:12
6. "Sensitive Kind" – 5:09
7. "Friday" – 4:11
8. "Lou-Easy-Ann" – 2:46
9. "Let's Go to Tahiti" – 2:49 (Bill Boatman, Roger Tillotson)
10. "Katy Kool Lady" – 2:21 (J. J. Cale, Christine Lakeland)
11. "Fate of a Fool" – 2:51
12. "Mona" – 3:17

## Musiker
- J. J. Cale – gitarr, basgitarr, piano, vokal
- Christine Lakeland – vokal, orgel, gitarr, perkussion, piano
- Billy Cox – basgitarr
- Carl Radle – basgitarr
- Nick Rather – basgitarr
- Karl Himmel – trummor
- Kenny Buttrey – trummor
- Buddy Harman – trummor
- Jimmy Karstein – trummor, congas
- David Briggs – piano
- Larry Bell – elpiano, orgel
- Bill Boatman – gitarr
- Bill Kenner – mandolin
- Farrell Morris – vibrafon
- Sherry Porter – vokal
- Shelly Kurland – stränginstrument
- Carl Gorodetzy – stränginstrument
- Roy Christensen – stränginstrument
- Marv Chantry – stränginstrument
- Cam Mullins – stränginstrument
- George Tidwell – valthorn
- Don Sheffield – valthorn
- Dennis Goode – valthorn
- Terry Williams – valthorn